# Telingana travancorensis
Telingana travancorensis är en insektsart som beskrevs av William Lucas Distant. Telingana travancorensis ingår i släktet Telingana och familjen hornstritar. Inga underarter finns listade i Catalogue of Life.